# 比婆山駅
比婆山駅（ひばやまえき）は、広島県庄原市西城町大屋にある、西日本旅客鉄道（JR西日本）芸備線の駅である。

## 歴史
開業時の駅名である「備後熊野」とは、当駅の北西約8kmの位置に鎮座する熊野神社が由来である。伊邪那美命の陵墓と云われる比婆山御陵をはじめとしたイザナミ伝承が残る熊野神社への玄関口として駅設置の請願が行われたのが、当駅開設のきっかけであった。駅舎が社殿風の造りとなっているのもこのためである。駅開業後、熊野神社の復権運動はさらに白熱し、官社昇格や官幣大社建立の話も浮上したが、太平洋戦争へ突入し立ち消えとなった。
戦後の1952年(昭和27年)に比婆山が県立公園に指定されると、今度は比婆山連峰に残る自然を生かし、行楽客を呼び込む運動が活発となった。1956年(昭和31年)、当時の備後熊野駅長である森下忠二郎や、駅近くの美古登郵便局長の働きかけで、比婆山登山口にふさわしい駅名である「比婆山」に改称された。夏の行楽シーズンには「しらぎり」や「ちどり」といった優等列車が臨時停車していた。
- 1935年（昭和10年）12月20日：鉄道省庄原線の備後熊野駅（びんごくまのえき）として開設[1]。
- 1936年（昭和11年）10月10日：庄原線が三神線に編入され、同線の駅となる。
- 1937年（昭和12年）7月1日：芸備鉄道国有化に伴い、芸備線の駅となる。
- 1956年（昭和31年）12月20日：比婆山駅に改称[1]。
- 1972年（昭和47年）9月1日：貨物及び荷物扱い廃止[5]、無人駅化[6][7]。
- 1987年（昭和62年）4月1日：国鉄分割民営化により、JR西日本の駅となる[1]。
- 2008年（平成20年）3月31日：この日限りで乗車券委託販売終了。

## 駅構造
三次方面に向かって右側に単式ホーム1面1線を有する地上駅（停留所）。国鉄時代には列車交換が可能であった。現在も廃止されたホーム跡が残っている。
駅舎はあるが無人駅となっている。かつては駅前の商店で乗車券を販売していたが、2008年（平成20年）春に委託発券は打ち切られた。便所は、簡易水洗式である。

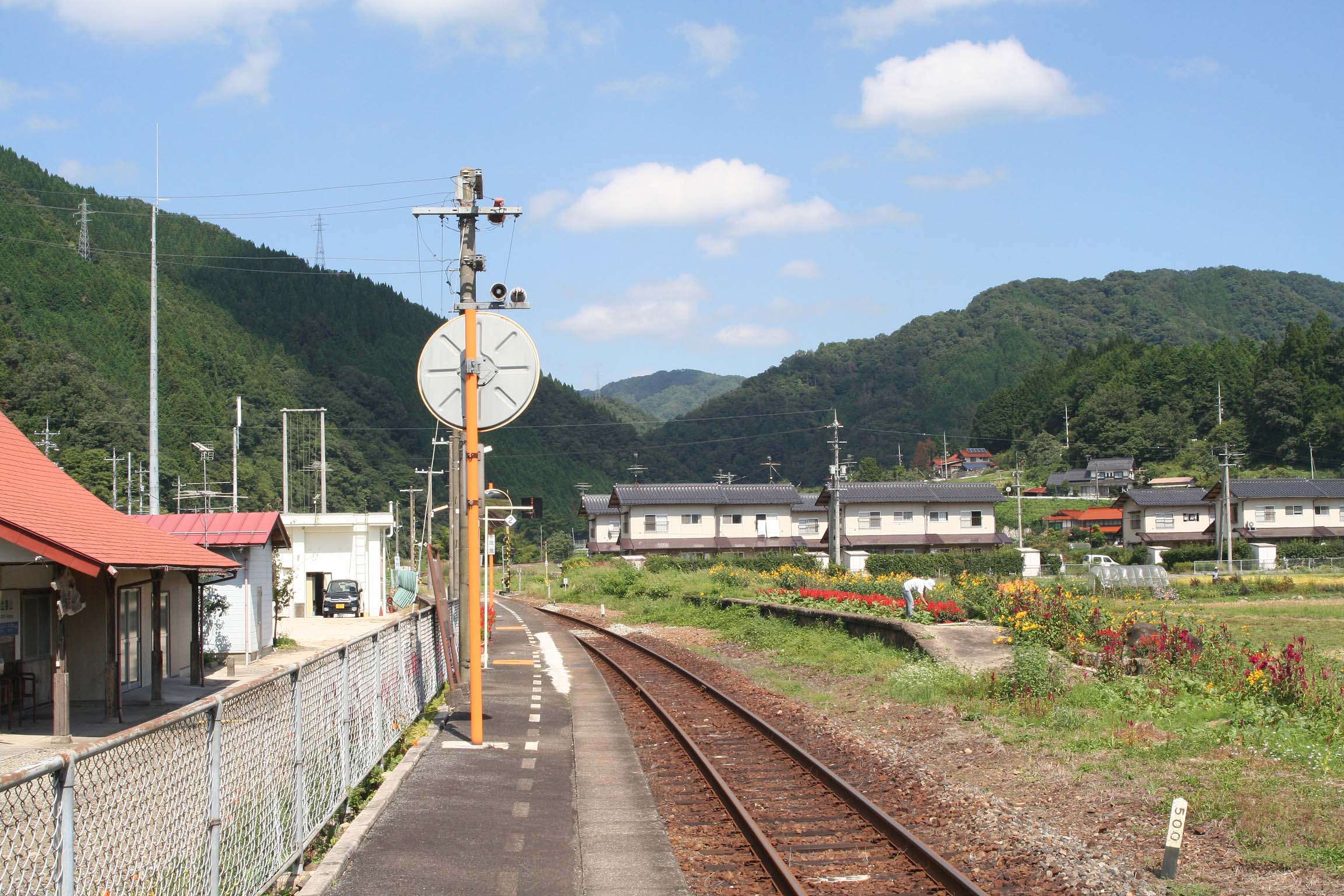
ホーム（2007年9月）

## 利用状況
1日平均乗車人員は以下の通り。
| 年度               | 1日平均 乗車人員 | 出典         |
| ------------------ | ---------------- | ------------ |
| 1981年（昭和56年） | 7                |              |
| 1990年（平成2年）  | 31               |              |
| 2002年（平成14年） | 14               | [ 8 ]        |
| 2003年（平成15年） |                  |              |
| 2004年（平成16年） |                  |              |
| 2005年（平成17年） |                  |              |
| 2006年（平成18年） |                  |              |
| 2007年（平成19年） |                  |              |
| 2008年（平成20年） |                  |              |
| 2009年（平成21年） |                  |              |
| 2010年（平成22年） |                  |              |
| 2011年（平成23年） | 1                | [ 9 ]        |
| 2012年（平成24年） | 2                | [ 9 ]        |
| 2013年（平成25年） | 2                | [ 9 ]        |
| 2014年（平成26年） | 1                | [ 10 ] [ 9 ] |
| 2015年（平成27年） | 2                | [ 9 ]        |
| 2016年（平成28年） | 3                | [ 9 ]        |
| 2017年（平成29年） | 3                | [ 9 ]        |
| 2018年（平成30年） | 3                |              |
| 2019年（令和元年） | 2                |              |
| 2020年（令和2年）  | 4                |              |

## 駅周辺
- 国道183号
- 備北地区消防組合西城出張所
- 美古登郵便局
- 庄原市立美古登小学校

## その他
- 当駅と次の備後落合駅の間は、距離は5.6kmだが、徐行区間が多く16分かかる。平成13年10月改正時点では8分であった。

## 隣の駅
西日本旅客鉄道（JR西日本）
 芸備線
備後落合駅 - 比婆山駅 - 備後西城駅